# Alan Grieco
Alan Grieco (nascido em 7 de maio de 1946) é um ex-ciclista olímpico estadunidense. Representou sua nação nos Jogos Olímpicos de Verão de 1964.